# Partia Rome e Bashkuar e Kosovës
Die Partia Roma e Bashkuar e Kosovës (Kurzbezeichnung: PREBK) ist eine im Jahr 2000 gegründete Kleinpartei im Kosovo, die vor allem die Interessen der ethnischen Minderheit der Roma im Land vertritt. Als solche ist sie von der Fünf-Prozent-Klausel befreit und ist im Parlament mit einem Sitz vertreten. Dieser Sitz wurde bis 2010 vom ehemaligen Parteivorsitzenden Zylfi Merxha gehalten. An seine Stelle trat 2011 Albert Kinolli, der langjährige Stellvertreter von Merxha. Bei den Parlamentswahlen im Kosovo 2017 gewann die Partei einen Sitz im Parlament. Seit der Parlamentswahl 2021 ist die Partei nicht mehr im Parlament vertreten.